# Dorfkirche Zichtau

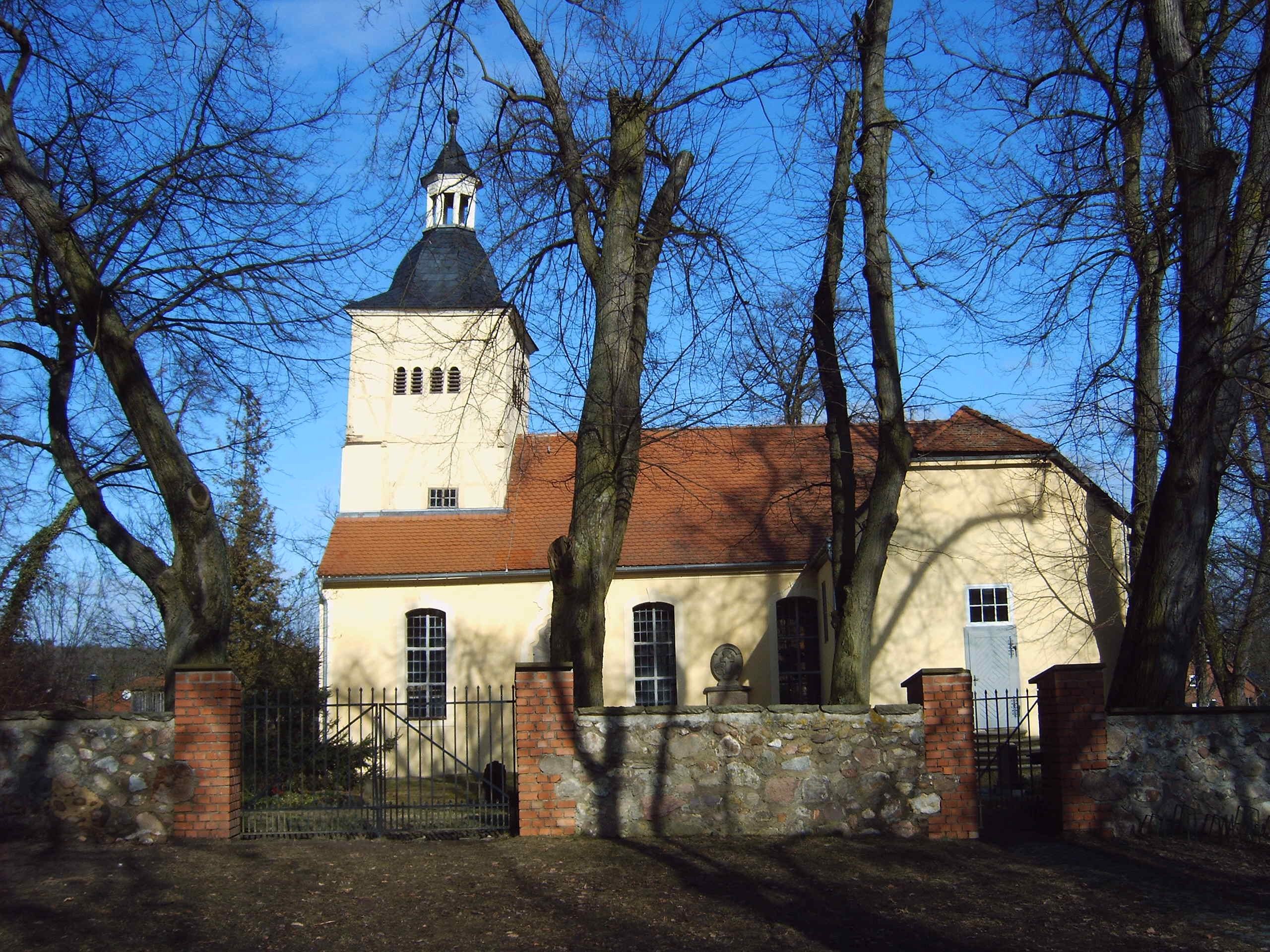
Dorfkirche Zichtau

Die Dorfkirche Zichtau ist die evangelische Kirche des Dorfes Zichtau in der Altmark in Sachsen-Anhalt.

## Gebäude
Die Kirche entstand 1589, vermutlich auf den Grundmauern eines Vorgängerbaus. Der Bau der in Fachwerkbauweise errichteten rechteckigen, verputzten Kirche erfolgte unter Ludolf XIII. von Alvensleben (1555–1610), der die Pfarrstelle stiftete. Eine Renovierung fand 1779 statt. Verputzte Fachwerkanbauten entstanden an der Nord- und Südseite. Eine Inschrift mit Wappen über dem Eingang verweist auf Johann Friedrich VII. von Alvensleben (1747–1829) und Carl Ludolf von Alvensleben (1746–1813) als Stifter.
Der Turm ist als quadratischer Dachturm mit Haube ausgeführt und befindet sich auf der Westseite. Die Laterne des Turms geht in ein Achteck über. Das Kirchenschiff verfügt im Inneren über eine Flachdecke die auf Vouten ruht.

## Inventar

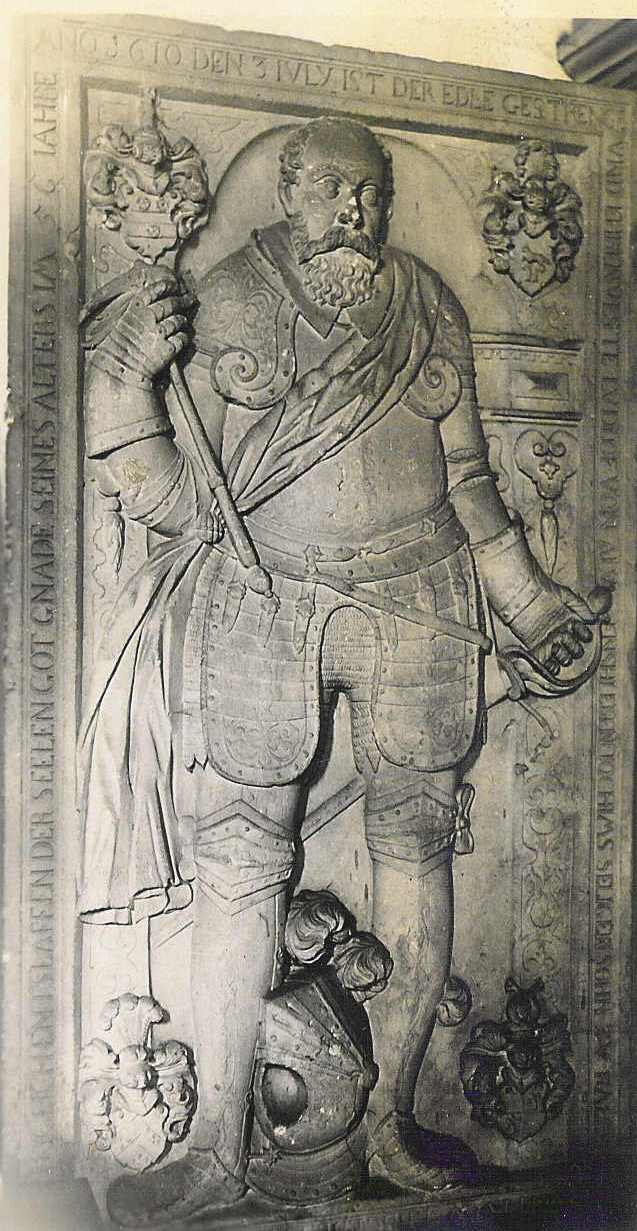
Grabstein für Ludolf XIII. von Alvensleben in der Dorfkirche Zichtau

Bemerkenswert ist die laut Inschrift aus dem Jahr 1695 stammende hölzerne Kanzel. Der polygonale Korb liegt auf einer gewundenen Säule. Die Kanzel ist mit mehreren Gemälden verziert. Neben Abbildungen der Evangelisten werden die Vertreibung aus dem Paradies und Mariä Verkündigung dargestellt. Über der Kanzel befindet sich der Schalldeckel, der mit dem Wappen der Patronatsherren versehen ist.
Der Altaraufsatz entstand 1696. Auf einem Gemälde ist hier das Abendmahl, im Giebel des Altars die Auferstehung dargestellt.
Im nördlichen Bereich befindet sich ein Patronatsstuhl. Er wird etwa auf das Jahr 1780 datiert und ist verglast. Die Decke ist mit Stuck versehen. Blumenranken und das Wappen derer von Alvensleben sind dort abgebildet. Weitere Abbildungen und Inschriften befinden sich auf den Brüstungsfeldern, so die Allianzwappen des Busso XIII. von Alvensleben (1600–1654) und der Helena von Veltheim (1611–1684) sowie von Johann Friedrich I. von Alvensleben (1647–1703) und Elisabeth Sophia von Bülow (1652–1698).
Ein in der Kirche befindlicher Taufengel stammt aus der Zeit des Barock.
An der Südseite der Kirche befindet sich ebenfalls eine verglaste Prieche. Aus dem Jahr 1888 stammen Farbglasfenster die Christus in der Mandorla darstellen. In der Kirche sind auch mehrere Grabsteine vorhanden. Ein Epitaph für den 1703 verstorbenen Johann Friedrich I. von Alvensleben ist in Alabaster ausgeführt. Neben den Wappen derer von Alvensleben sind auch die Wappen der Elisabeth von Bülow und Lucie Catharina von Schulenburg zu sehen. Beide waren Ehefrauen des Verstorbenen. Zwischen Doppelsäulen befindet sich eine Inschriftentafel. Trauernde Genien flankieren das Ensemble.
Der Grabstein des 1610 verstorbenen Ludolf XIII. von Alvensleben zeigt ein Relief des Verstorbenen und vier Ahnenwappen.
An der Westseite befinden sich noch weitere Grabsteine aus dem 18. Jahrhundert.